# Asyryjskie zaćmienie Słońca

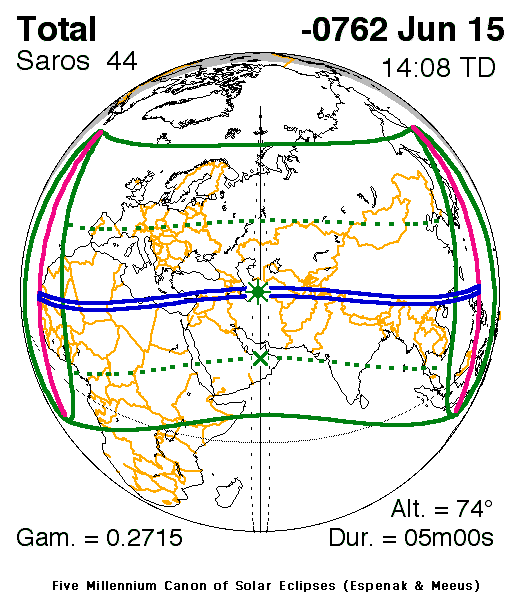
Obszar zaćmienia z 15 czerwca 763 r. p.n.e. - na tle dzisiejszych granic państwowych

Asyryjskie zaćmienie Słońca (nazywane także zaćmieniem Bur-Sagale) – zaćmienie Słońca, do którego według wzmianki w asyryjskich listach urzędników limmu dojść miało za eponimatu Bur-Sagale, gubernatora prowincji Guzana, w miesiącu simānu (maj-czerwiec), w dziewiątym roku panowania asyryjskiego króla Aszur-dana III (763 r. p.n.e.). Wspomniany fragment brzmi następująco:
„za eponimatu Bur-Sagale (gubernatora) prowincji Guzana. (miała miejsce) rebelia w mieście Aszur (a) w miesiącu simānu słońce było zaćmione (dosł. Szamasz zaćmienia dokonał)” (akad. ina limme Bur-Sagalê ša Guzâna sīhu ina Aššur ina simāni Šamaš attalâ ištakan).
W kalendarzu lunarnym używanym przez Babilończyków (także Asyryjczyków, Izraelitów czy Persów) początek miesięcy wyznaczano na podstawie obserwacji o zachodzie słońca, kiedy tuż nad zachodnim horyzontem dostrzegalny był cienki sierp księżyca (dzień lub dwa po nowiu). Jako że zaćmienia słońca mają miejsce tylko w dniu nowiu wypadały one w ostatnim lub przedostatnim dniu danego miesiąca w kalendarzu lunarnym. Oznacza to, że jeżeli omawiane zjawisko było zaćmieniem słońca to wydarzyło się ono przy końcu miesiąca simānu.

## Interpretacja tradycyjna
Po raz pierwszy powyższą wzmiankę zinterpretowano jako opis zaćmienia słońca już w XIX wieku. Uczeni stwierdzili także, iż chodzi tu zapewne o całkowite zaćmienie, skoro zostało ono odnotowane jako unikatowe zdarzenie w asyryjskich listach eponimów. Henry Rawlinson w 1867 roku na łamach Athenaeum ogłosił, iż zaćmienie to miało miejsce 15 czerwca 763 roku przed Chrystusem. Data ta została powszechnie zaakceptowana, stając się podwaliną datowania królów asyryjskich, babilońskich, izraelskich, a nawet egipskich w okresie od X do VII wieku przed Chrystusem, a także władców z końca II tysiąclecia p.n.e.

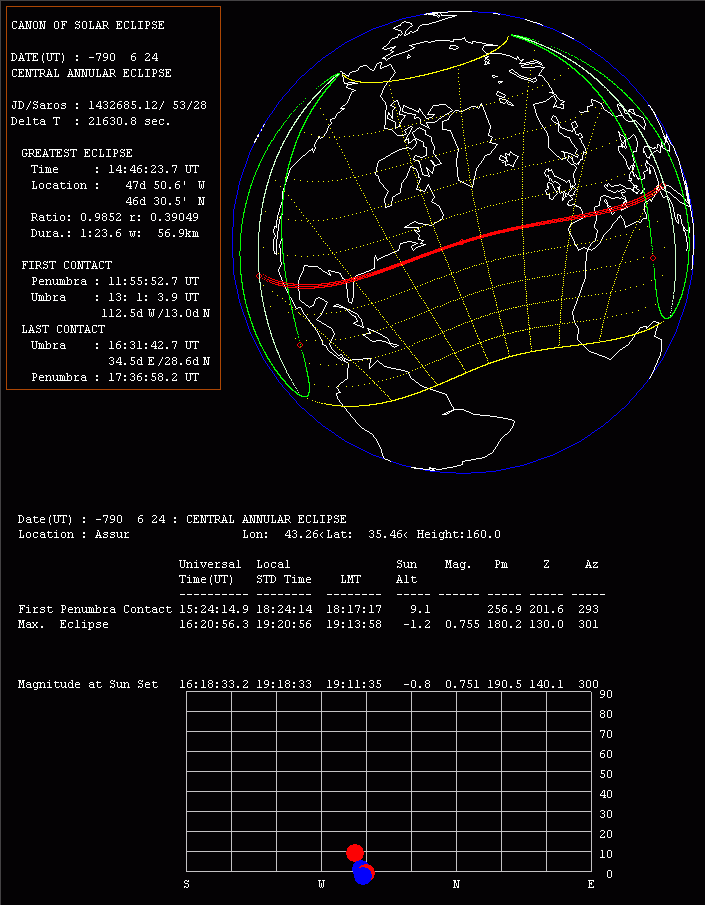
Zaćmienie 24-06-791 p.n.e., dane globalne oraz dla miasta Aszur (35.46°N, 43.26°E)

## Zaćmienie z 24 czerwca 791 r. p.n.e.
Niecałe 30 lat przed niemalże całkowitym zaćmieniem z czerwca roku 763 p.n.e. mieszkańcy Aszur byli świadkami innego, równie niezwykłego zjawiska. Dnia 24 czerwca 791 p.n.e. miało miejsce głębokie zaćmienie częściowe, które rozpoczęło się tuż przed zachodem słońca. Jest to jedyny moment w ciągu całego dnia, gdy można patrzeć bezpośrednio na słońce, dlatego też omawiane zjawisko było doskonale widoczne i można je było obserwować przez około 15 minut. Zachód słońca jest zawsze chętnie podziwiany nie tylko przez astronomów, dlatego też zaćmienie to nie mogło ujść uwagi Asyryjczyków. Retrokalkulacje astronomiczne pokazują, iż Księżyc przesłonił wówczas 3/4 średnicy Słońca (0,738 według obserwacji z Niniwy, 0,755 według obserwacji z Aszur, 0,805 według obserwacji z Babilonu).
Niektórzy uczeni próbują łączyć zaćmienie Słońca z 24 czerwca 791 p.n.e. z zaćmieniem Bur-Saggile opisanym w asyryjskich listach eponimów. Prof. Hermann Hunger z Instytutu Orientalistycznego Uniwersytetu Wiedeńskiego przeanalizował inne astronomiczne zapisy znane z asyryjskich i babilońskich źródeł i uznał, że identyfikacja zaćmienia Bur-Saggile z zaćmieniem z 15 czerwca 763 r. p.n.e. była poprawna.